# ابن عرس طويل الذيل
ابن عرس طويل الذيل (الاسم العلمي: Mustela frenata) (بالإنجليزية: Long-tailed Weasel)‏ هو نوع من الحيوانات يتبع جنس ابن عرس من فصيلة العرسيات.